# キスより簡単
『キスより簡単』（キスよりかんたん）は、石坂啓による日本の漫画作品、およびそれを原作とするテレビドラマ、映画作品。
原作は『ビッグコミックスピリッツ』（小学館）に連載。単行本はビッグコミックス版が全6巻、スーパービジュアルコミックス（SVコミックス）版が全4巻。

## あらすじ
母親が同じで父親が違う4人姉妹の三女・泉まあこには、烏山ロクをはじめとする3人の「父親かもしれない男性」がいる。しかし、母親が事故で他界しているため、まあこは誰が自分の父親なのかを知らない（連載当時はDNA型鑑定は一般的ではなかった）。母同様奔放な男性関係を続けるまあこは、ある日大学で自分と兄弟かも知れない進藤鈴也（スズナリ）と知り合う。

## 登場人物
泉 まあこ（いずみ まあこ）
主人公。泉家の三女で女子大生。奔放だった亡き母親の生き方を理想としており、貞操観念の無さも母親譲り。ロクが自分の父親かもしれないと知りつつも、彼に父親以上の感情を抱いている。
泉 とおこ（いずみ とおこ）
スチュワーデス（客室乗務員）をしている長女。彼女も男にだらしがなく、パイロットや野球選手と結婚しては別れるを繰り返している。
泉 りいこ（いずみ りいこ）
アイドルタレントをしている次女。まあこの姉なのだが、年齢を3歳サバ読みして芸能界デビューしているため、世間的にはまあこの妹ということになっている。彼女も貞操観念が希薄で、まあこと男性を共有したりしている。
泉 ふうこ（いずみ ふうこ）
小学生の末っ子。彼女の父親と泉姉妹の母親は共に事故死した。とおこが家に連れ込んできたアラブ人男性のために朝食を作ったりと、子供ながらも家事と気配りのできるしっかり者。姉たちと違い、まともな結婚に憧れている。
烏山 ロク（からすやま ロク）
姉妹の中で唯一父親が結婚相手ではないまあこの父親かもしれない男性の一人。シナリオライターをしており、収入のいくらかを泉家に振り込んで援助している。

## テレビドラマ
1987年5月7日から同年7月30日までフジテレビ系列局で放送。全10話。放送時間は毎週木曜 20:00 - 20:54 （日本標準時）。
まあこが次女でりいこが三女、とおこは商社勤務、ロクの職業がカメラマンになっているなど原作とは設定が異なっている所がある。

### キャスト
（「※」印は各登場人物のドラマ版での設定）
- 泉まあこ：国生さゆり
※大学生。鈴也とは恋仲？かも知れない関係だが、ロクに憧れている。
- 進藤鈴也：本木雅弘（シブがき隊）
※進藤家の長男の大学生。まあこにいつも引っ張られ、少し気弱な所がある。
- 泉とおこ：賀来千香子
※おっとり型の長女、商社勤務。妹たちの母親代わりになっている。
- 泉りいこ：伊藤智恵理
※高校生の三女。アイドルをしている。
- 泉ふうこ：間下このみ
※小学生の四女。真面目な性格で、自由奔放な姉たちに批判的になっている。
- 烏山ロク：三浦洋一
※売れっ子カメラマン。まあこたち姉妹の父親候補の一人で、まあこの憧れの人。
- 木村良次：内藤典彦
※鈴也の親友。童貞の大学生。まあことは大学の同級生。毎週話「僕、童貞なんです」が決めセリフ。
- 田山知子：遠藤由美子
- 進藤桜子：室井滋
※進藤家の長女で、とおこと同じ会社の同僚。
- 片桐竜三：ガッツ石松
※りいこが所属する芸能事務所の社長。
- 角川吾郎：柳沢慎吾
※りいこのマネージャー。ノリは軽いが憎めないタイプ。
- 進藤千也：小林克也
※鈴也の父で銀行員。彼もまたまあこたち姉妹の父親候補の一人。
- 進藤和江：野際陽子
※鈴也の母。まあこたち四姉妹を快く思っていない。
- 進藤百也：中村竜彦
※進藤家の次男。ふうこに一目惚れする。
- 矢野泰二
- 中野麻里子（おきゃんぴー）
- 阿本真亜子（おきゃんぴー）

### スタッフ
- 脚本 - 奥村俊雄
- プロデューサー - 山田良明
- 演出 - 河毛俊作、山田良明、小林義和
- 演出補 - 永山耕三、小林淳郎、石坂理江子
- 音楽 - ピチカート・ファイヴ

### 楽曲
「ソレ以上、アレ未満」
国生さゆりによる主題歌。作詞は秋元康、作曲は小森田実、編曲は難波正司。
「パラダイス・ウォーカー」
伊藤智恵理による挿入歌。作詞は戸沢暢美、作曲は佐藤健、編曲は鷺巣詩郎。

### 放送日程
| 話数   | 放送日        | サブタイトル             | 演出     |
| ------ | ------------- | ------------------------ | -------- |
| 第1話  | 1987年5月7日  | （サブタイトル無し）     | 河毛俊作 |
| 第2話  | 1987年5月14日 | （サブタイトル無し）     | 河毛俊作 |
| 第3話  | 1987年5月28日 | どうだまいったか!!       | 小林義和 |
| 第4話  | 1987年6月4日  | 今夜こそ処女あげます     | 小林義和 |
| 第5話  | 1987年6月11日 | 今夜、浮気！今夜デビュー | 河毛俊作 |
| 第6話  | 1987年6月25日 | 今夜、決着！オレが親父だ | 山田良明 |
| 第7話  | 1987年7月9日  | オッとモックン場外乱闘！ | 小林義和 |
| 第8話  | 1987年7月16日 | 恐怖の必殺冷蔵庫荒らし！ | 小林義和 |
| 第9話  | 1987年7月23日 | 全員水着で失礼します     | 河毛俊作 |
| 最終話 | 1987年7月30日 | 愛と勇気の最終回         | 河毛俊作 |

## 映画
1989年1月28日に第1作『キスより簡単』が、1991年5月11日に第2作『キスより簡単2 漂流編』が公開された。第1作主演の原田芳雄と早瀬優香子は、この作品でそれぞれ第4回高崎映画祭主演男優賞と新人賞を受賞した。

### キャスト（映画）
第1弾
- ロクさん：原田芳雄
- 泉まあこ：早瀬優香子
- 進藤鈴也（スズナリ）：石渡譲
- とおこ：小河麻衣子
- りいこ：杉浦幸
- ふうこ：山迫亜美香
- 進藤千也（シンちゃん）：河原崎長一郎
- 梶さん：室田日出男
- 大学教授：石橋蓮司
- ストリートミュージシャン：篠原勝之
- ママ：小林かおり
- 佐野史郎、田中みお、川上泳 ほか

第2弾
- まあこ：西條晴美
- ゴロー：原田芳雄
- ゲン：石橋蓮司
- 中年男：泉谷しげる
- オヤジ：室田日出男
- ママ：山口美也子
- トオル：南渕一輝
- トシ子：かいはるみ
- ほか

### スタッフ（映画）
- 監督 - 若松孝二
- 脚本 - 小水一男（第1作）、小野寺崇（第2作）
- 音楽 - ジョー山中（第1作）、三浦一年（第2作）
- 製作 - 若松プロダクション、バンダイ、鎌倉スーパーステーション（第1作）